# Gemma Mengual
Pour les articles homonymes, voir Mengual.
Gemma Mengual Civil, née le 12 avril 1977 à Barcelone, est une nageuse synchronisée espagnole.

## Carrière
Gemma Mengual et Andrea Fuentes sont vice-championnes olympiques en duo aux Jeux olympiques de 2008 se tenant à Pékin. Gemma Mengual remporte lors de ces mêmes Jeux la médaille d'argent en ballet avec l'équipe d'Espagne. Mengual, qui souhaite initialement participer aux Jeux olympiques de 2012, annonce la fin de sa carrière en février de cette année.